# Dunakeszi díszpolgárainak listája
Dunakeszi község 1905 és 1972 között tíz személy számára adományozott díszpolgári címet.
1972. április 21-én alapították meg a Dunakeszi Nagyközség Díszpolgára kitüntetést. Az előterjesztő tanácselnök azzal indokolta javaslatát, hogy így fejezzék ki nagyrabecsülésüket Dunakeszi azon polgárai iránt, akik a politikai, gazdasági, társadalmi vagy kulturális fejlődésben kiemelkedő szerepet vállaltak, „abban átlagot meghaladó mértékben folyamatosan, hosszabb időn keresztül tevékenykedtek.” A kitüntetés egyrészt egy zománcozott jelvény, amelynek közepén az állami címer, körülötte pedig a Dunakeszi Nagyközség Díszpolgára felirat szerepel, valamint egy Rózsa Péter szobrászművész által készített, Dunakeszi községet térhatásúan ábrázoló bronz emlékplakett fa alaplapon, a név mellett Dunakeszi Nagyközség Díszpolgára felirattal és az adományozás évszámával, a jelvény viseléséhez szükséges igazolvány, valamint az adományozás tényét rögzítő oklevél lett. Kitüntetési javaslatot a tanácselnök tehetett, a VB megbízása alapján, a helyi pártszervezet előzetes egyetértésével. A kitüntetést évi egy alkalommal adományozhatták, és a tanácselnök azt a május 1-jei nyilvános ünnepségen adta át.
1990. november 30-ai ülésén a demokratikus átmenet utáni első képviselő-testület meghatároztaa díszpolgári cím formáját és feltételeit. A díszpolgári cím feltételei a büntetlen előélet, valamit a politika, gazdaság, kultúra, tudomány, művészet vagy sport területén a város lakossága érdekében egyszeri vagy huzamosabb ideig tartó tevékenység volt. Évente legfeljebb három díszpolgári címet adományozhattak, amelyhez díszoklevél és a város címerével, valamint az adományozás évszámával díszített aranygyűrű járt. A díszpolgárnak joga volt tanácskozási joggal részt venni a képviselő-testület ülésein, fenntartott hely illette az önkormányzati rendezvényeken, díjtalanul látogathatta a város művészeti és közművelődési intézményeit, halála esetén pedig díszsírhelyet kaphatott.
A település 1905 és 2024 között a következő személyek számára adományozott díszpolgári címet:
| Név                               | Év   |
| --------------------------------- | ---- |
| Ivánka Pál főszolgabíró           | 1905 |
| Apponyi Albert gróf               | 1921 |
| Gömbös Gyula                      | 1931 |
| Johan Béla, dr.                   | 1935 |
| Győrváry Ferencné                 | 1972 |
| Szőcs József                      | 1972 |
| Hajdu Miklós                      | 1972 |
| Osvay László, dr.                 | 1972 |
| Pandur József                     | 1972 |
| Tóth Mária                        | 1990 |
| Jancskár Sándor, dr. (posztumusz) | 1990 |
| Keresztes Mihály                  | 1990 |
| Örményi László                    | 1994 |
| Dallos Gyula                      | 1996 |
| Sipos István (posztumusz)         | 1999 |
| Benyovszky Lajos                  | 2000 |
| Brusznyai József, dr.             | 2000 |
| Gazdaghné Wittner Mária           | 2001 |
| Oláh Antal, dr.                   | 2001 |
| Kindler József, dr.               | 2002 |
| Sellei Zoltán                     | 2003 |
| Erdei Zsolt                       | 2004 |
| Gérecz Attila (posztumusz)        | 2004 |
| Szakáll Lászlóné                  | 2005 |
| Varga Lajos                       | 2005 |
| Domokos Mihály, dr.               | 2006 |
| Szuppán Irén                      | 2007 |
| Kollár Albin                      | 2008 |
| Kurdics József                    | 2008 |
| Csákó József                      | 2009 |
| Dian József                       | 2009 |
| Kisida Elek, dr.                  | 2013 |
| Terbe Józsefné                    | 2014 |
| Kecskeméthy Géza                  | 2015 |
| Varga Tibor                       | 2017 |
| Sajdik Ferenc                     | 2018 |
| Kállay Gyula                      | 2019 |
| Szentléleki Károly, dr.           | 2019 |
| Bocsák Istvánné                   | 2020 |
| Solymosi László                   | 2021 |
| Domoszlai Erzsébet                | 2022 |
| Szádoczky Károly                  | 2023 |
| Balogh Miklós István              | 2024 |